# Unichips
Unichips est un groupe industriel agro-alimentaire italien spécialisé dans la production de produits de grignotage : chips, gressins, croûtons, pop-corn, chapelure, pain de mie, piadina, snacks et tramezzini. Ses produits sont commercialisés sous de nombreuses marques, la principale étant « San Carlo », nom de la société à l'origine du groupe.

## Histoire
En 1936, Francesco Vitaloni ouvre, avec son épouse Angela, une rôtisserie à Milan Via Lecco 18, baptisée San Carlo, comme l'église voisine San Carlo al Lazzaretto. La spécialité du magasin est la friture de tous les aliments, du poulet aux légumes. Les chips, fines tranches de pomme de terre croustillantes appelées patatine en Italie, remportent un succès particulier. Les époux Vitaloni les livrent chaque jour aux bars de la région. La production croît rapidement pour atteindre 20 kilos de chips croustillantes et fraiches par jour, à tel point qu'en 1940 l'entreprise doit être transférée dans de plus grands locaux, dans le quartier du Greco.
Dans les années cinquante, le fils de Francesco, Alberto Vitaloni, prend la direction de l'entreprise. La gamme de produits est élargie pour inclure des snacks salés, des pains et des gâteaux. En 1970, l'entreprise artisanale devenue une société initialement appelée "San Carlo... les chips", est renommée "San Carlo Gruppo Alimentare". Le siège social est implanté via Turati, toujours à Milan, et le réseau de distribution est étendu. 
En 1988, l'expansion en Europe commence par une série d'acquisitions : 
- Irpa en France,
- en 1989 Aperitivos Españoles en Espagne,
- en 1990 Gardail et Painsol en France,
- en 1991 Tucker en Grande-Bretagne et Soprex en France,
- en 1992 Highlander en Grande-Bretagne et Crespan en Espagne.

En 1992, Alberto Vitaloni crée la holding Unichips Finanziaria S.p.A., contrôlant tous les investissements du groupe, rachète au géant public de l'alimentaire italien SME qui fait partie du groupe IRI, lors de sa privatisation et avec l'autorisation de l'Antitrust, la filiale spécialisée dans les chips du groupe Pavesi, la marque Pai, qui contrôlait 70% du marché italien des chips.
De nouvelles gammes de produits sont lancées à partir de 2000 : 
- les chips et snacks Wacko's pour les enfants,
- Autentica Trattoria (chips et rôtisserie),
- Vivalia - chips pour régimes.

En 2011, à l'occasion du 75e anniversaire de l'entreprise, la troisième génération de la famille Vitaloni, Susanna, la fille d'Alberto, rejoint l'entreprise. 
En 2014 de nouveaux produits sont lancés : Più Gusto, Lime et Pepe Rosa, La Rustica.

## L'entreprise
Le groupe Unichips SpA, dont le siège se trouve à Milan capitale de la Lombardie, dispose de 14 sites de production : 
- six en Italie : Novara (Pai industriale) - Roverbella (Mantova) (San Carlo Mantova) - Lavis (Trento) (San Carlo Snacks) - Sant'Ambrogio di Torino (Turin) (Valsusa).

- huit dans divers pays européens : Espagne, France et Royaume-Uni.

Unichips a notamment racheté en 1990 la société française Flodor, principal producteur français de chips à l'époque avec la moitié du marché national, devant Vico, autre entreprise picarde. La production de l'usine de Péronne (Somme) a décliné puis cessé totalement et l'usine a été liquidée en 2005. Unichips a rapatrié toute la production dans ses usines en Italie.
Le groupe a également racheté la société française Biscuits Gardeil en 1989 et l'a retirée de la bourse dans le cadre d'une OPR en 2013.

## Les marques du groupe Unichips SpA
- San Carlo
- Wacko's
- PAI
- Flodor
- Highlander
- Autentica Trattoria